# Spoorlijn Portet-Saint-Simon - Puigcerdà (grens)
De spoorlijn Portet-Saint-Simon - Puigcerdà is een Franse spoorlijn van Portet-sur-Garonne naar Puigcerdà in Spanje. De lijn is 154,8 km lang en heeft als lijnnummer 672 000.

## Geschiedenis
De lijn werd in gedeeltes geopend door de Compagnie des Chemins de fer du Midi, van Portet-Saint-Simon naar Pamiers op 19 oktober 1861, van Pamiers naar Foix op 7 April 1862, van Foix naar Tarascon-sur-Ariège op 20 augustus 1877, van Tarascon-sur-Ariège naar Ax-les-Thermes op 22 april 1888, van Latour-de-Carol-Enveitg naar Puigcerdà op 5 juni 1928 en van Ax-les-Thermes naar Latour-de-Carol-Enveitg op 22 juli 1929.

## Treindiensten
De SNCF verzorgt het personenvervoer op dit traject met IC en TER treinen.
| Serie      | Treinsoort | Route | Bijzonderheden |
| ---------- | ---------- | --- | -------------- |
| IC 3950    | IC (SNCF)  | Paris-Austerlitz – Les Aubrais – Auterive – Saverdun – Pamiers – Foix – Latour-de-Carol - Enveitg                                                                                     | nachttrein     |
| TER 871400 | TER (SNCF) | Toulouse-Matabiau – Toulouse-Saint-Agne – Portet-Saint-Simon – Pins-Justaret – Venerque - Le Vernet – Auterive – Cintegabelle – Saverdun – Pamiers – Foix – Latour-de-Carol - Enveitg |                |

## Aansluitingen
In de volgende plaatsen is of was er een aansluiting op de volgende spoorlijnen:
Portet-Saint-Simon
RFN 650 000, spoorlijn tussen Toulouse en Bayonne
Pamiers
RFN 673 000, spoorlijn tussen Pamiers en Limoux
Foix
RFN 671 000, spoorlijn tussen Foix en Saint-Girons
Latour-de-Carol - Enveitg
RFIG 222, spoorlijn tussen Latour-de-Carol-Enveitg en de aansluiting Aigües
Puigcerdà
RFIG 222, spoorlijn tussen Latour-de-Carol-Enveitg en de aansluiting Aigües

## Elektrische tractie
De lijn werd in gedeeltes geëlektrificeerd met een gelijkspanning van 1500 volt. Van Ax-les-Thermes naar Latour-de-Carol-Enveitg in 1929 en van Portet-Saint-Simon naar Ax-les-Thermes in 1930.

## Galerij

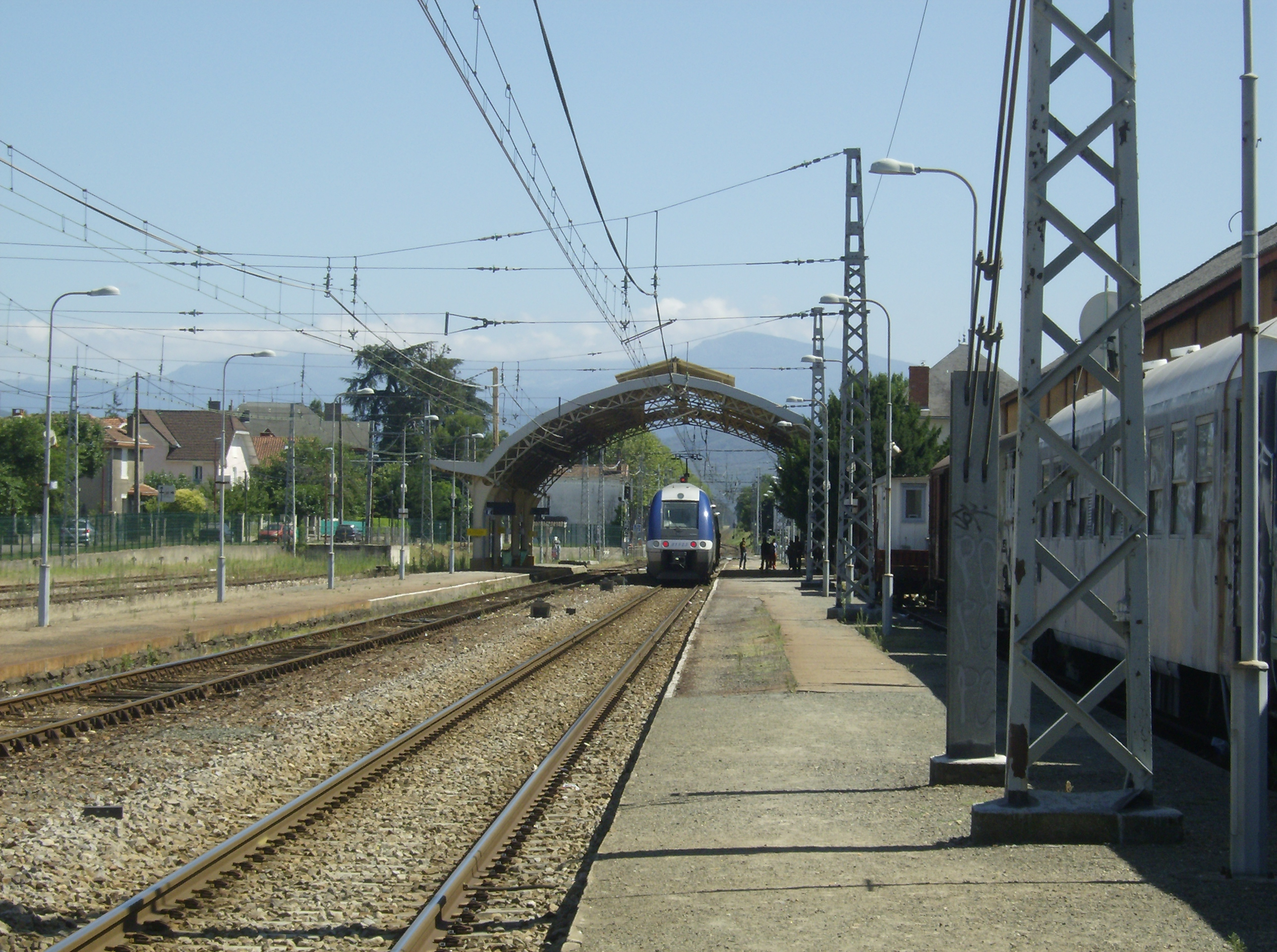
Station Pamiers.
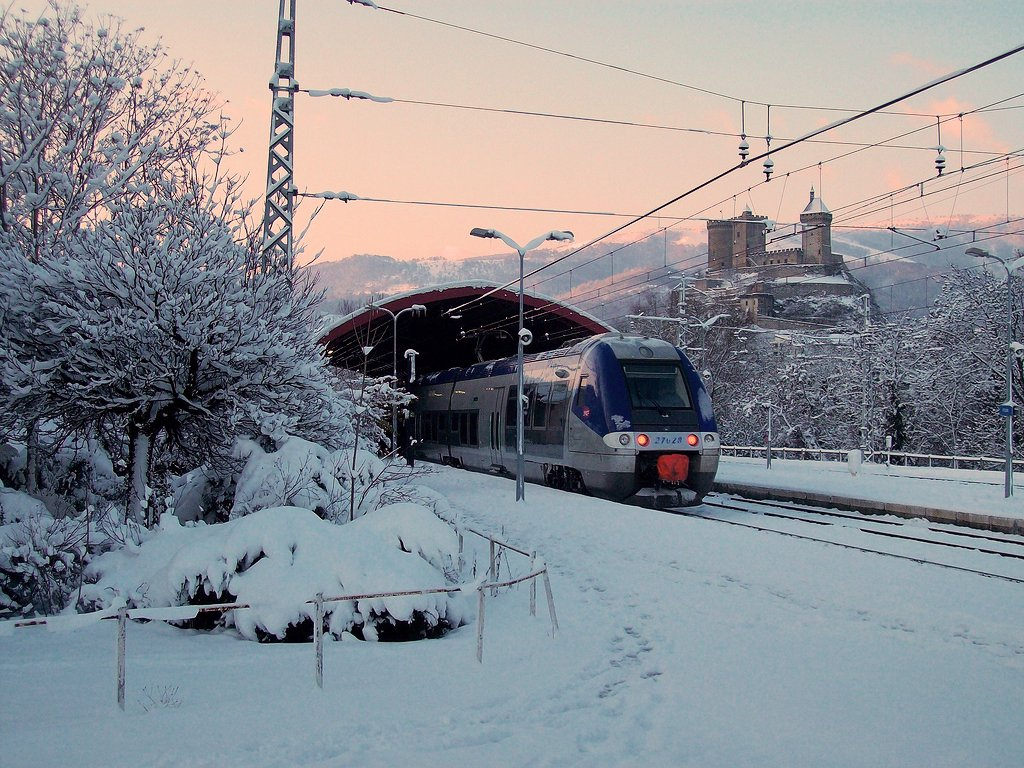
Station Foix.
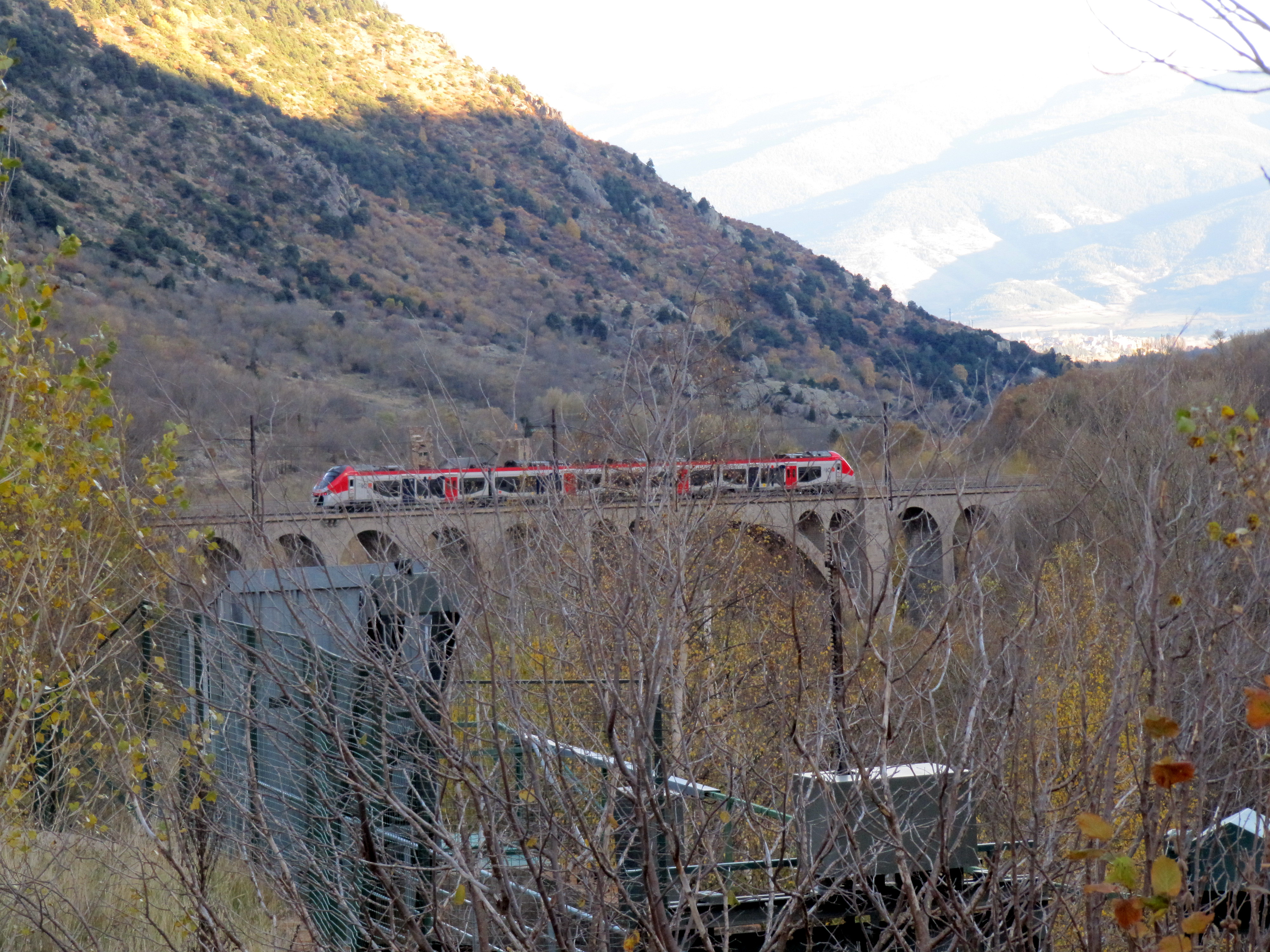
Viaduct van Porta.
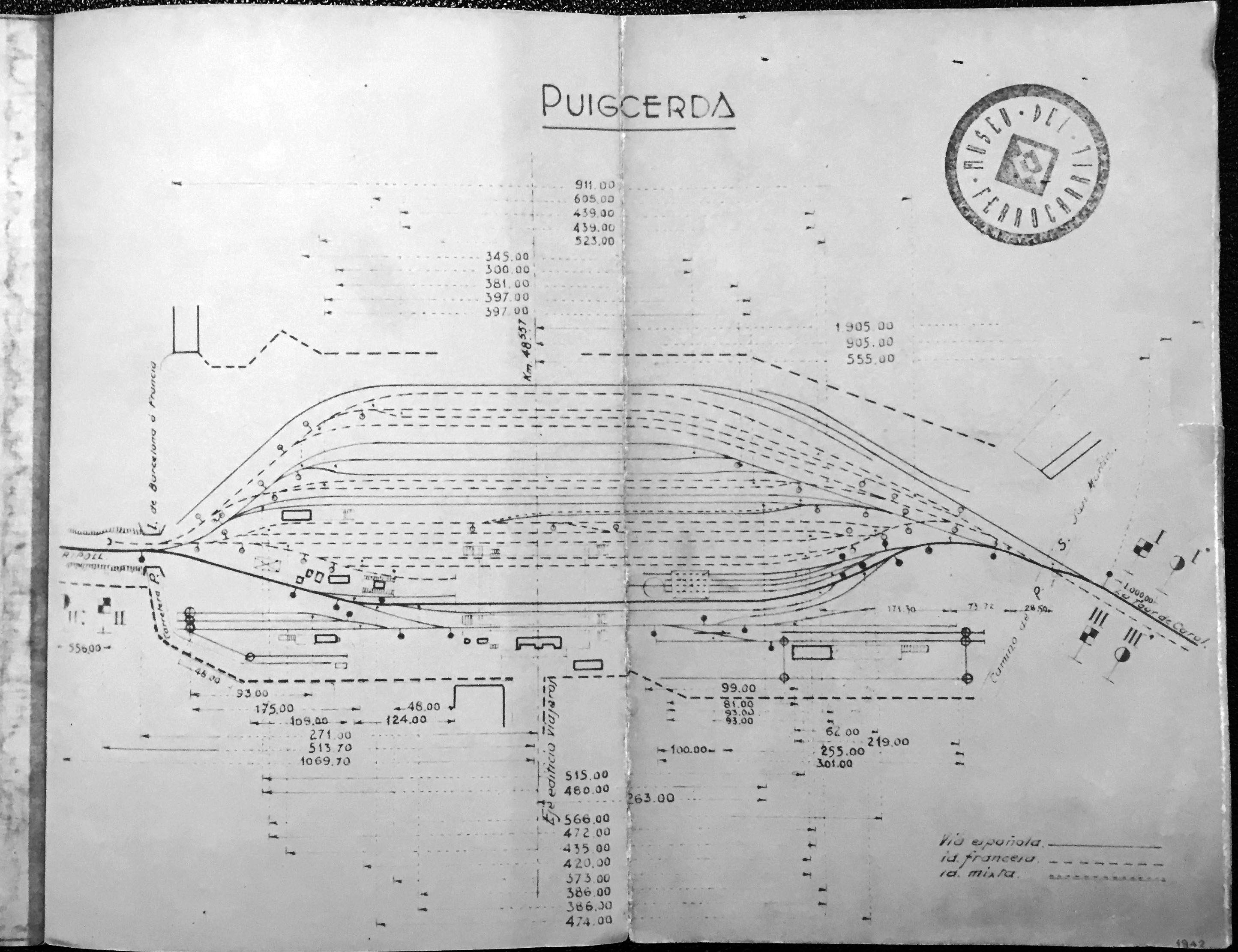
Sporenplan van Puigcerdà in 1931.